# Melaloncha chamaea
Melaloncha chamaea är en tvåvingeart som beskrevs av Brown 2005. Melaloncha chamaea ingår i släktet Melaloncha och familjen puckelflugor.
Artens utbredningsområde är Peru. Inga underarter finns listade i Catalogue of Life.